# Témia à collier
Crypsirina cucullata
Espèce
Statut de conservation UICN

 NT  : Quasi menacé

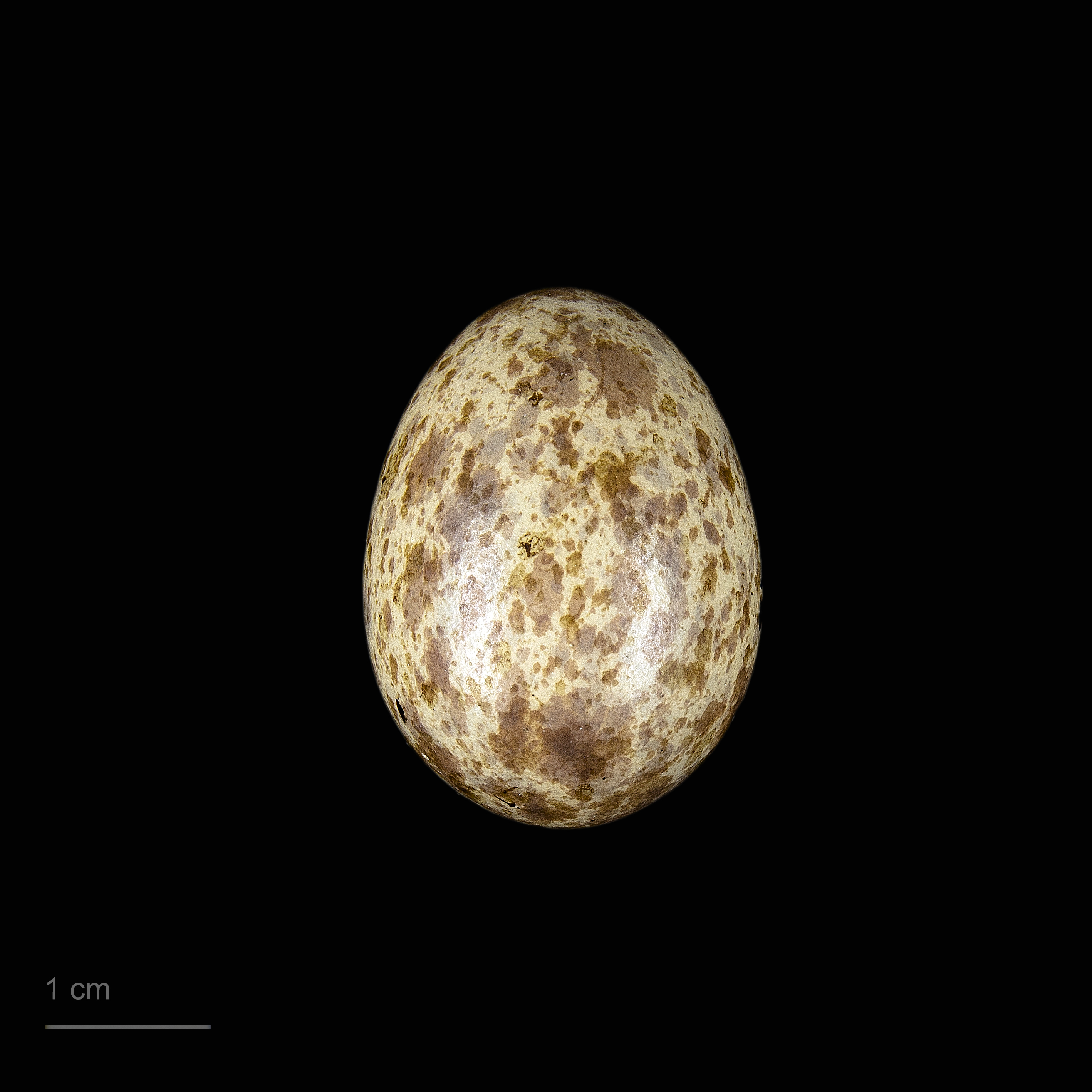
Œuf de Crypsirina cucullata - Muséum de Toulouse

La Témia à collier (Crypsirina cucullata) est une espèce d'oiseaux de la famille des Corvidae.

## Répartition
Cet oiseau est endémique de Birmanie.